# Головна труба

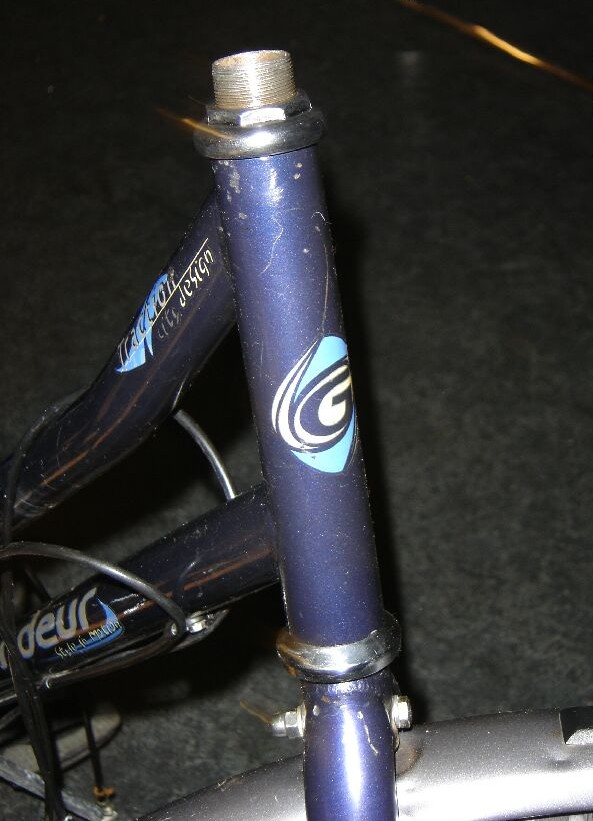
Головна труба велосипеда

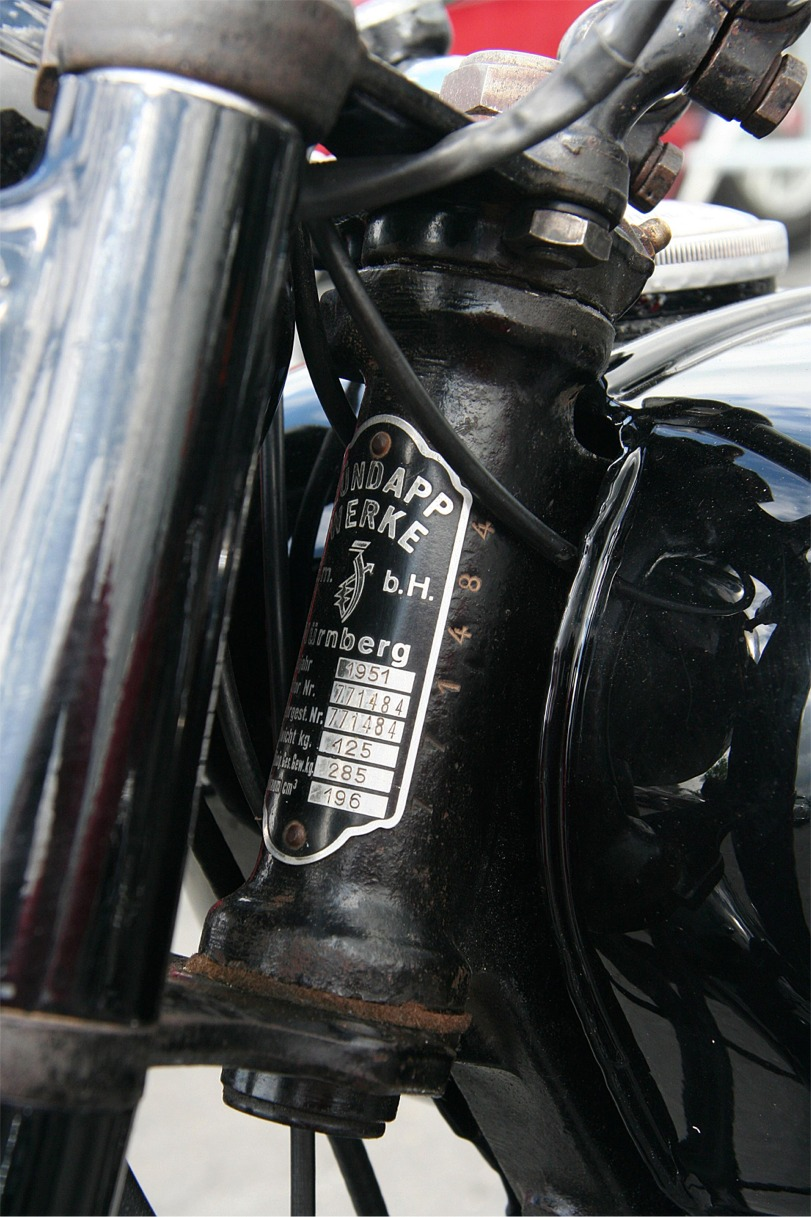
Головна труба мотоцикла

Головна труба — частина рами велосипеда або мотоцикла, в якій монтується кермова колонка. На мотоциклі, «голова трубка», як правило, називається рульовою колонкою. На велосипедах на передній частині головної труби звичайно розташовується знак виробника.
Кут нахилу головної труби на велосипедах вимірюється за годинниковою стрілкою до горизонталі, якщо дивитися з правого боку і на різних типах велосипедів звичайно становить від 72,5° до 74°.
Кут нахилу головної труби мотоциклів вимірюється проти годинникової стрілки від вертикалі, якщо дивитися з правого боку і на різних типах мотоциклів звичайно становить від 25° до 27,5°.